# クロウ・アジア美術館
クロウ・アジア美術館（英語: Crow Museum of Asian Art）は、アメリカ合衆国テキサス州ダラスのダウンタウンにある美術館。古代から近現代の中国、日本、インド、朝鮮、ネパール、ベトナム、カンボジア、タイランド、インドネシア、ミャンマー、フィリピンなどのアジアのアートや文化の展示を行なっている。1998年12月5日にトラメル・クロウ夫妻はダラスの住民および来訪者に向けて一般公開した。当美術館はアート地区に属する。内装はダラスのBooziotis and Company Architectsが設計した。

## 歴史

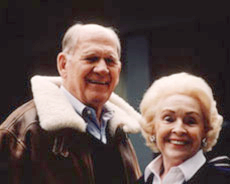
クロウ夫妻

1960年代半ば、トラメルとマーガレットのクロウ夫妻はアジア美術を初めて入手した。夫妻は世界中を広範囲に亘り旅行していたが、アジアを特に気に入った。クロウ夫妻の旅行が続くにしたがって、紀元前3,500年から20世紀初頭の中国、日本、インドおよび東南アジアの美術品がコレクションに加わっていった。
夫妻はコレクションをそのまま子供、孫、そして一般に向けて残したいと考え、美術館を設立することにした。美術館ができる前は、中国のヒスイ、仏像、日本の版画など幅広い美術品がトラメル・クロウ・センター、他オフィスビル、店舗、ホテルのロビー、フロント、オフィス・エリア、そして夫妻および子の家に飾られていた。美術品は商業ビルから親族の邸宅まであちこちに散在し、徹底して集めるまで夫妻自身もどのようなコレクションになるのかあまりわかっていなかった。
その結果、クロウ夫妻が収集したアジアの美術品は4,000点以上となり、著名な学芸員による詳細な分析により569点が選定され「クロウ・コレクション」となった。この頃、トラメル・クロウ・センターのパビリオンの内装は、1年中、数世紀前の美術品を展示できる特別仕様のギャラリーにするため再設計および改修された。夫妻の息子であるトラメル・S・クロウはクロウ家財団の理事長として、クロウ・コレクションの発展を監修している。
2018年のほとんどの期間、クロウ美術館は改修および拡大のため一部を閉鎖した。数年に亘る綿密な計画および開発の結果、ダラスのアート地区の一角となるハーウッド通りとフローラ通りの交差点南西部に劇的な拡大を遂げた。美術館の初期の改修を手掛けたダラスのオグルスビー・グリーン建築がこの拡大計画を率いた。ベック・グループがゼネコンであった。2018年9月、クロウ・コレクション (Crow Collection) はその収蔵品やプログラムの幅広さだけでなく、広く多様な地域からの支援を受けていることを反映させクロウ・アジア美術館 (Crow Museum of Asian Art) と改名した。
またクロウ美術館はThe Charter for Compassionに焦点を当てたプログラムを行う「Center for Contemplative Leadership」を正式に開始した。美術館のマインドフルネスを基盤とした芸術教育プログラムと共に、この構想はマインドフルネスを探索する授業やワークショップを通じて自身や他者に対する認知、生産性、慈悲心を増進させることを目的としている。
2019年1月、テキサス大学ダラス校が美術館を買収することを発表した。この契約にはリチャードソンにあるキャンパスにクロウ美術館別館を設置することも含まれた。

## 常設展示

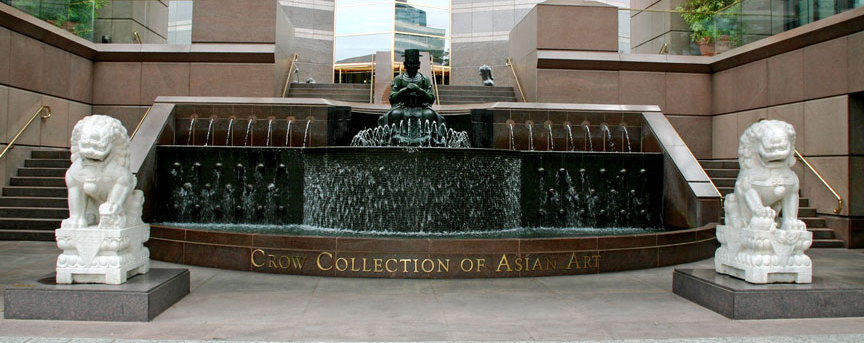
Seated Daoist Deityの噴水

クロウ・コレクションの大部分は民間のディーラーやオークションで個人的に入手したもの、あるいは評価の高いモリー・A・モスなどの主なコレクションを買収したものである。
クロウ美術館には3つのギャラリーがある。1階にある第1ギャラリーには巡回展が展示されている場合を除き、日本の美術品が展示されている。ロータス・ショップと庭園が隣接している。2階にある第2ギャラリーおよび中2階には中国の美術品が展示されている。ヒスイ・コレクションは全米で最高のものの1つであり、クロウ・コレクションの中心となっている。産業化時代より前の、伝統的な中国のヒスイ産業の絶頂期であった18世紀の作品が多い。清王朝の鼻煙壷も数多く展示されている。
第2ギャラリーと第3ギャラリーを繋ぐ鉄骨およびガラス製のスカイブリッジからネイシャー彫刻センター、トラメル・クロウ・センターおよびThe Seated Daoist Deityの噴水を見ることができる。第3ギャラリーは東南アジアやインドの美術品を主に展示している。天井から吊るされた非常に重いMugalの壁やインドのガゼボ2つを特徴としている。これら"Baradari"の1つはインドの宮殿や住居の庭で休息や瞑想のために使用されたもので、コレクションに選定されるまで何年もテキサス州東部のクロウ家の農場に置かれていた。

## ギャラリー

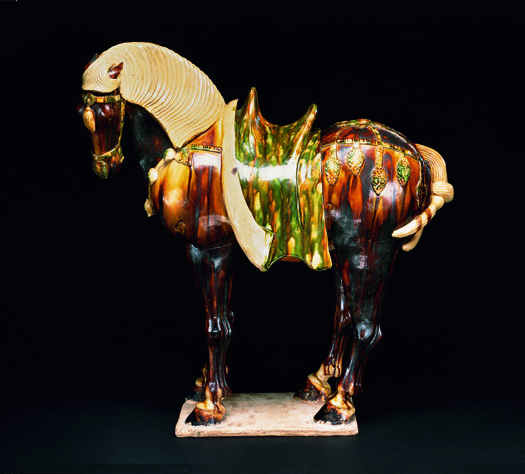
8世紀 中国 唐王朝の馬 Tang Dynasty Horse
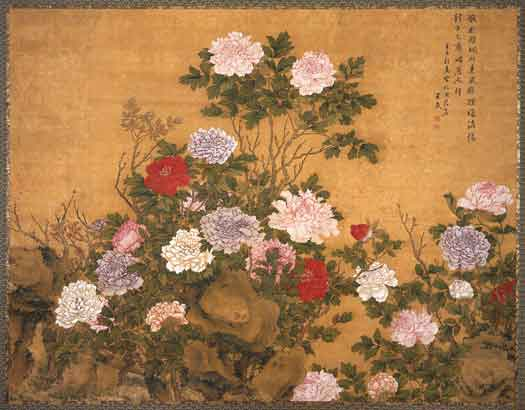
1672年 中国 清王朝 康熙帝時代 絹に墨と顔料
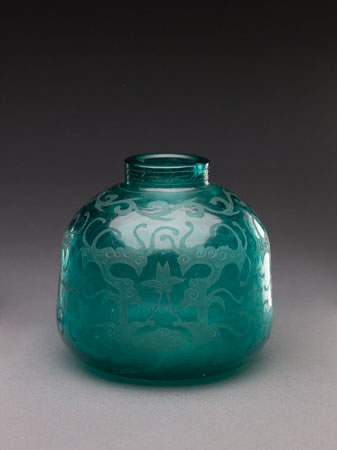
18世紀 清王朝 ガラス製
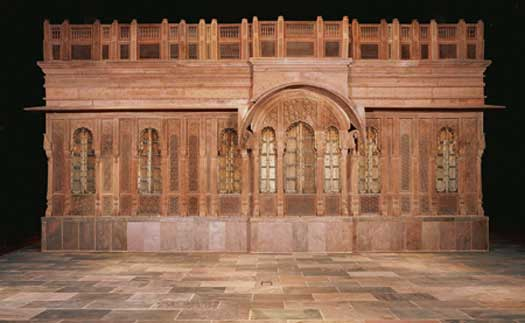
18世紀 西インド ラージャスターン州 ムガル帝国時代 砂岩製
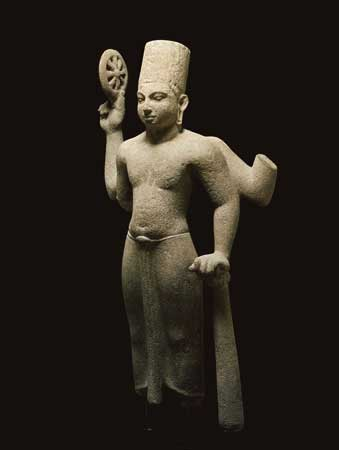
7世紀 カンボジア アンコール時代前 砂岩製
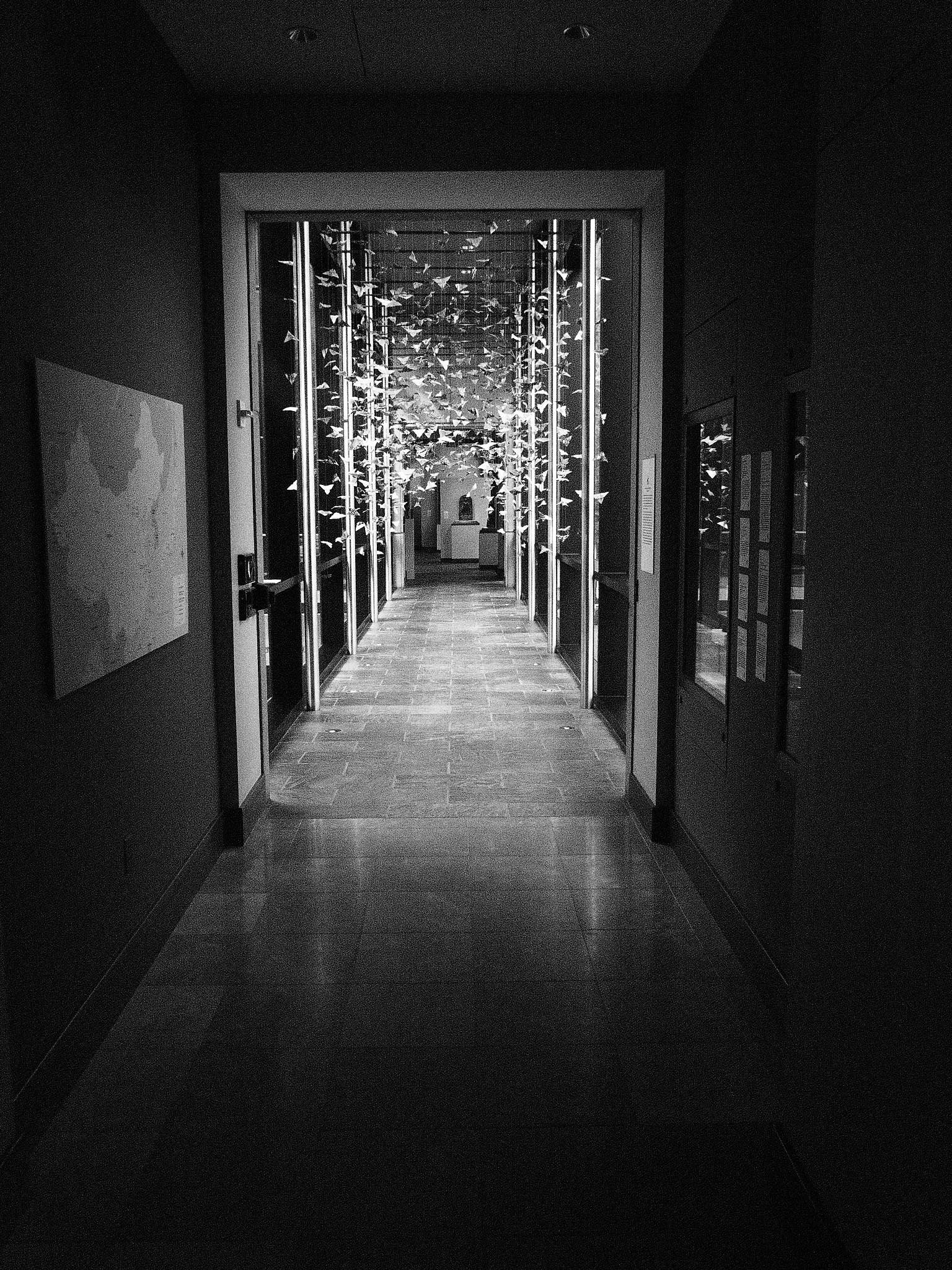
第2ギャラリーと第3ギャラリーを繋ぐスカイブリッジ
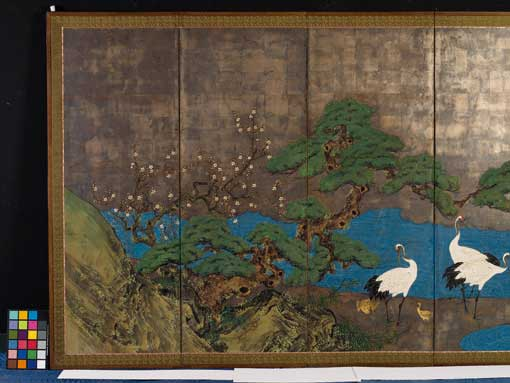
1850年、日本 江戸時代 狩野派 対となる6面の障壁画 墨、顔料、銀箔、金箔、紙、木、絹、漆
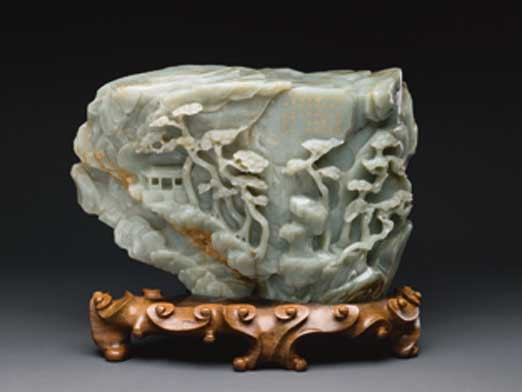
1762年 中国 清王朝 乾隆帝時代 ネフライト、ギルディング
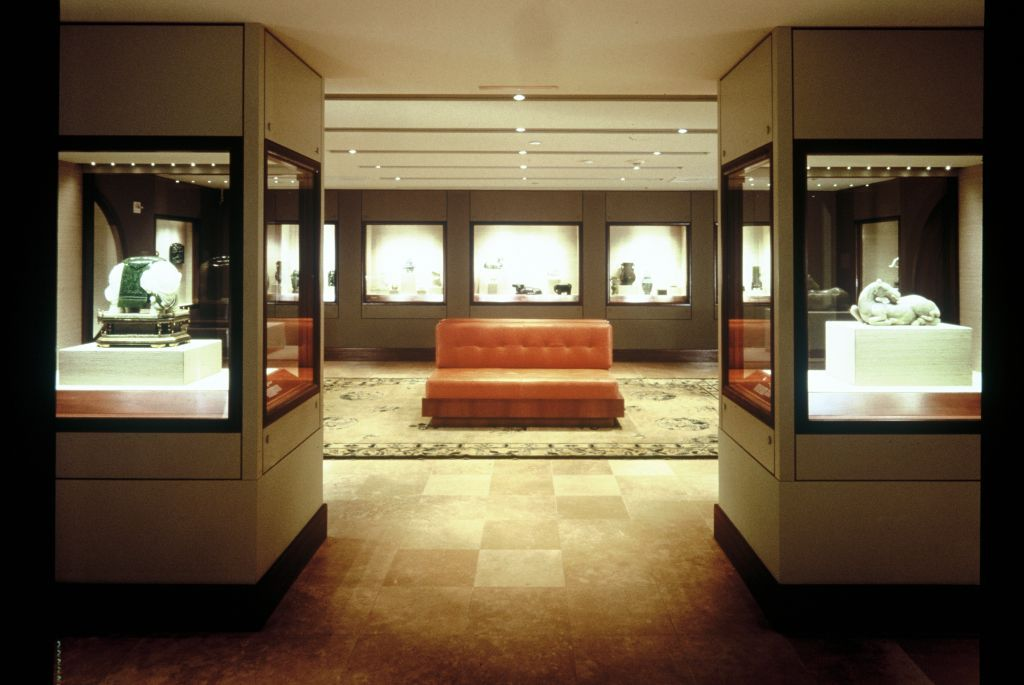
2階のヒスイ室
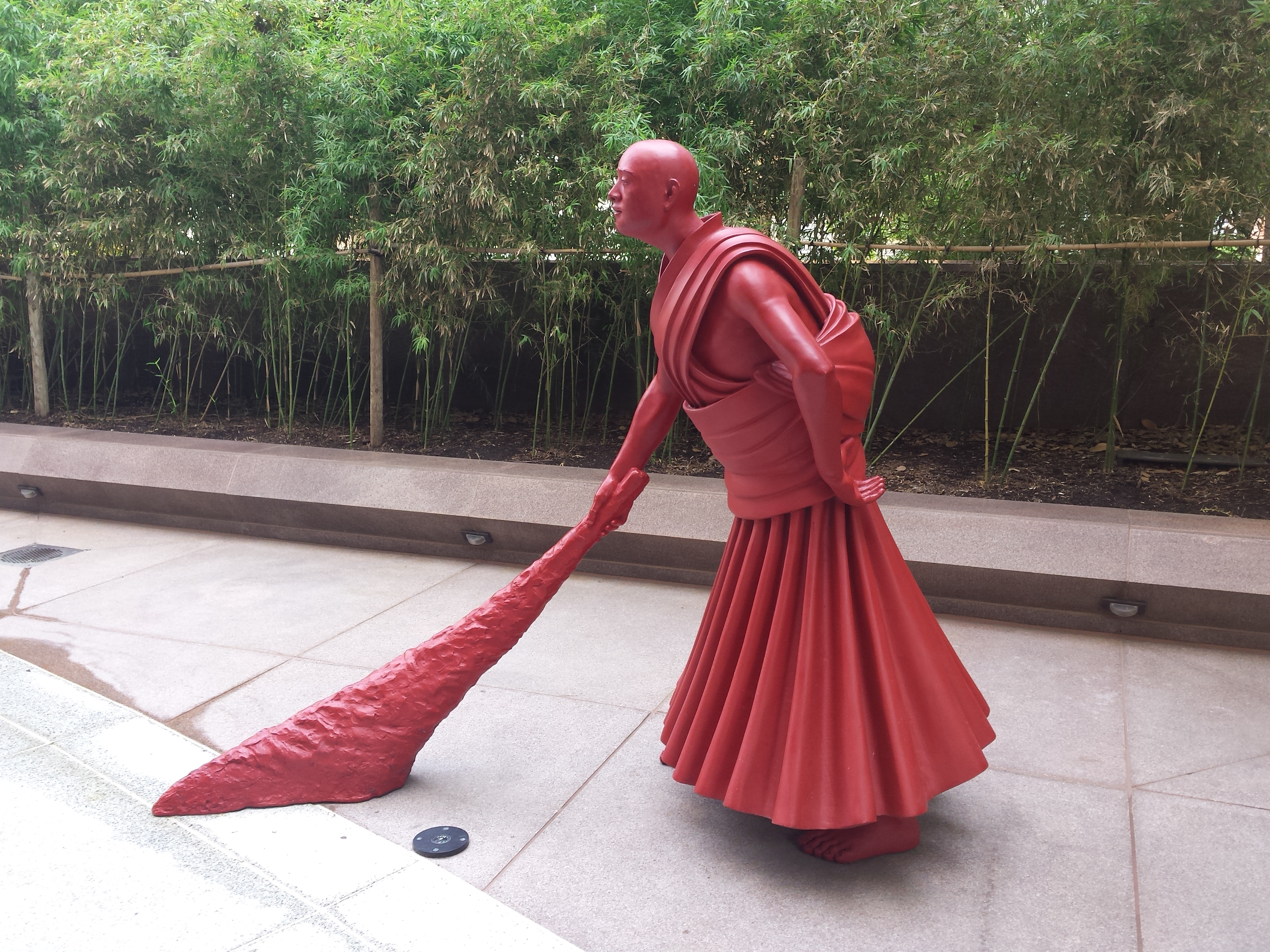
中国 Wang Shugang作Sweepers 屋外の彫刻の庭
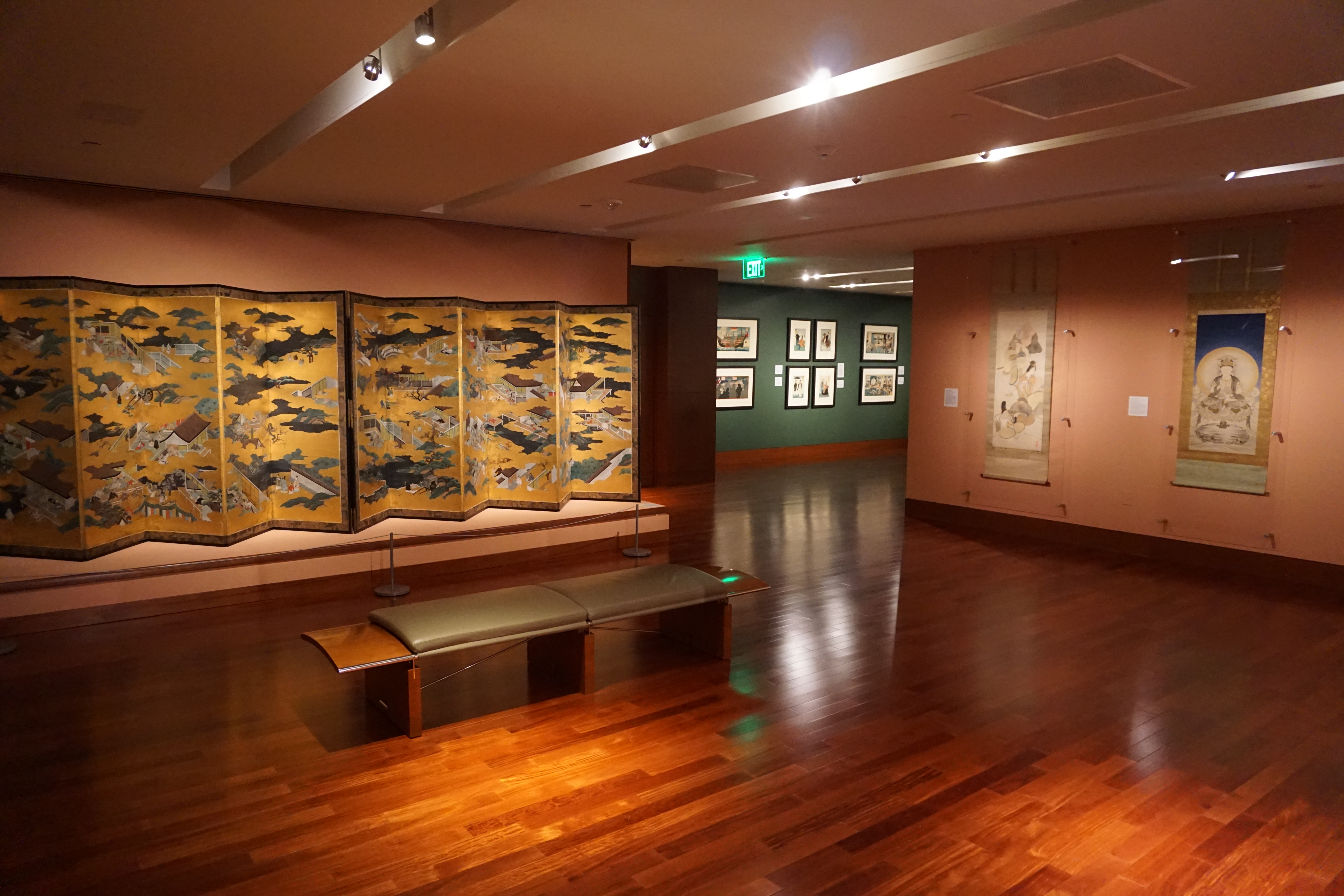
Styled With Poise: Figures 日本の絵画および版画の展示
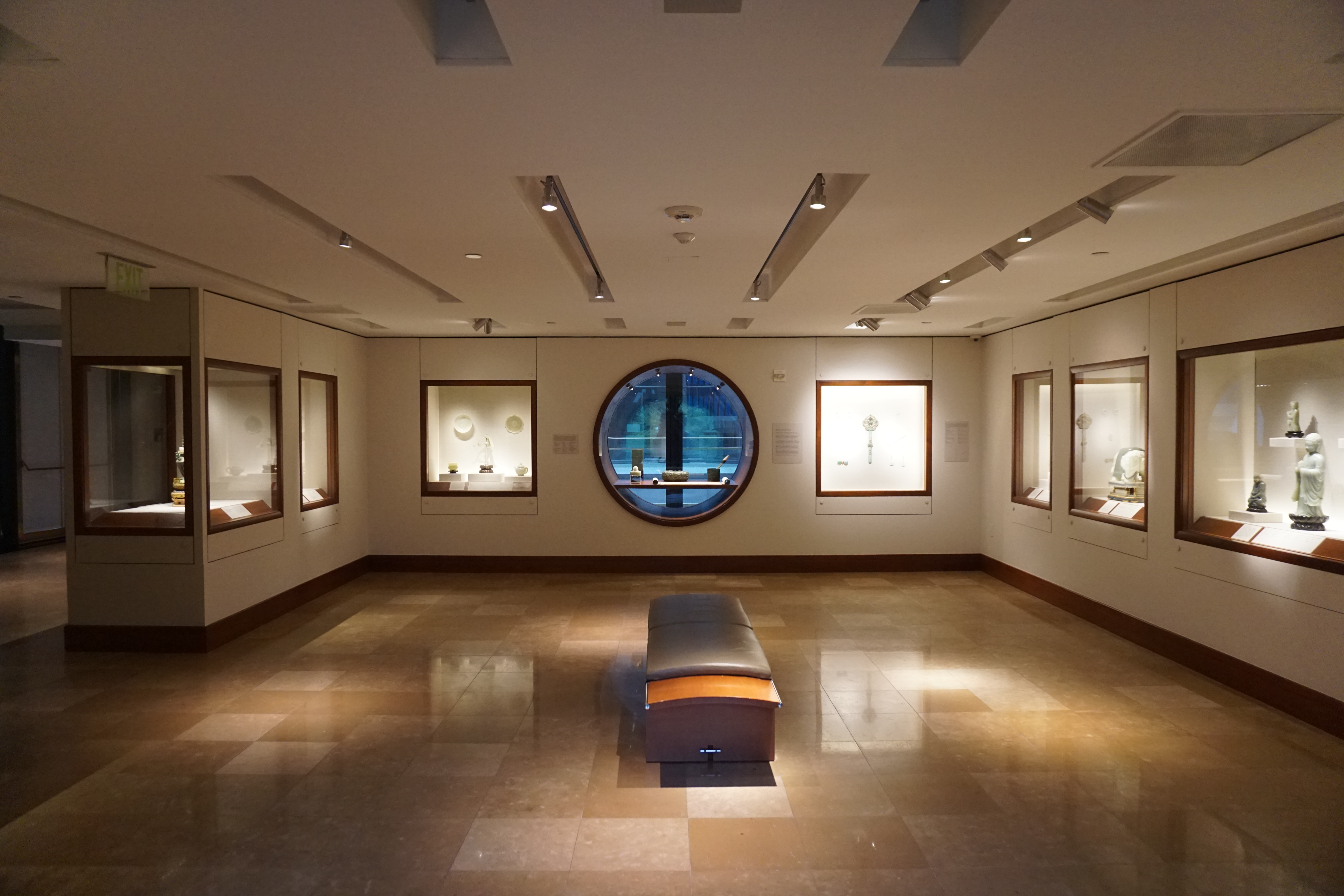
Sculpting Nature: Jade

## 過去の展示
1. Touching the Mekong: A Southeast Asian Sojourn (2006年) - 現代の東南アジアの生活を写した白黒写真展。2001年から2002年、写真家のアンドレア・バルデックが写した50枚の写真でベトナム、ミャンマー、カンボジア、ラオスに住む人々の生活を写している[4]。
2. The Spinnaker Collection of Chinese Snuff Bottles (2007年) - 中国の清王朝時代(1644年–1912年)に皇帝、貴族、文学者が使用した鼻煙壷などを展示[4]。
3. Changing Identity: Recent Works by Women Artists from Vietnam (2007年) - ベトナムの女性現代美術家10人がベトナム社会の女性のステレオタイプや伝統的役割に対抗する作品を展示し、アメリカ国内で巡回展となった。ベトナムの2世代のアーティストの視点で、女性の立場の変化、意見や経験の多様化を反映している[4]。
4. Texas Collects Asia (2008年) - 10周年記念展示。日本の美術品、日本の民芸品、インドや東南アジアの美術、中国美術、アジアの現代美術の5つの展示[4]
5. Untamed Beauty: Tigers in Japanese Art (2009年) - 過去300年に活動した日本の著名な画家21人の動物画を展示[4]
6. Yeohlee: Design For Now (2009年) - Yeohleeのダラス初の大規模な展示。構造性に注視しながら体に気を遣う、2004年から2009年のファッション・デザインとコンセプトを展示した[4]
7. Modern Twist: Bamboo Works from the Clark Center and the Art of Motoko Maio (2010年) -  カリフォルニア州ハンフォードのクラークセンターのバスケット作品と麻殖生素子の屏風作品による伝統、革新、デザインの交わりを展示[4]
8. New Vision: Ballpoint Drawings by Il Lee (2010年) - 韓国系アメリカ人芸術家のIl Leeのボールペンを使用した絵画の可能性を追及した最小主義の線や形状の現代芸術の展示[5]。

## トラメル・クロウ・センター

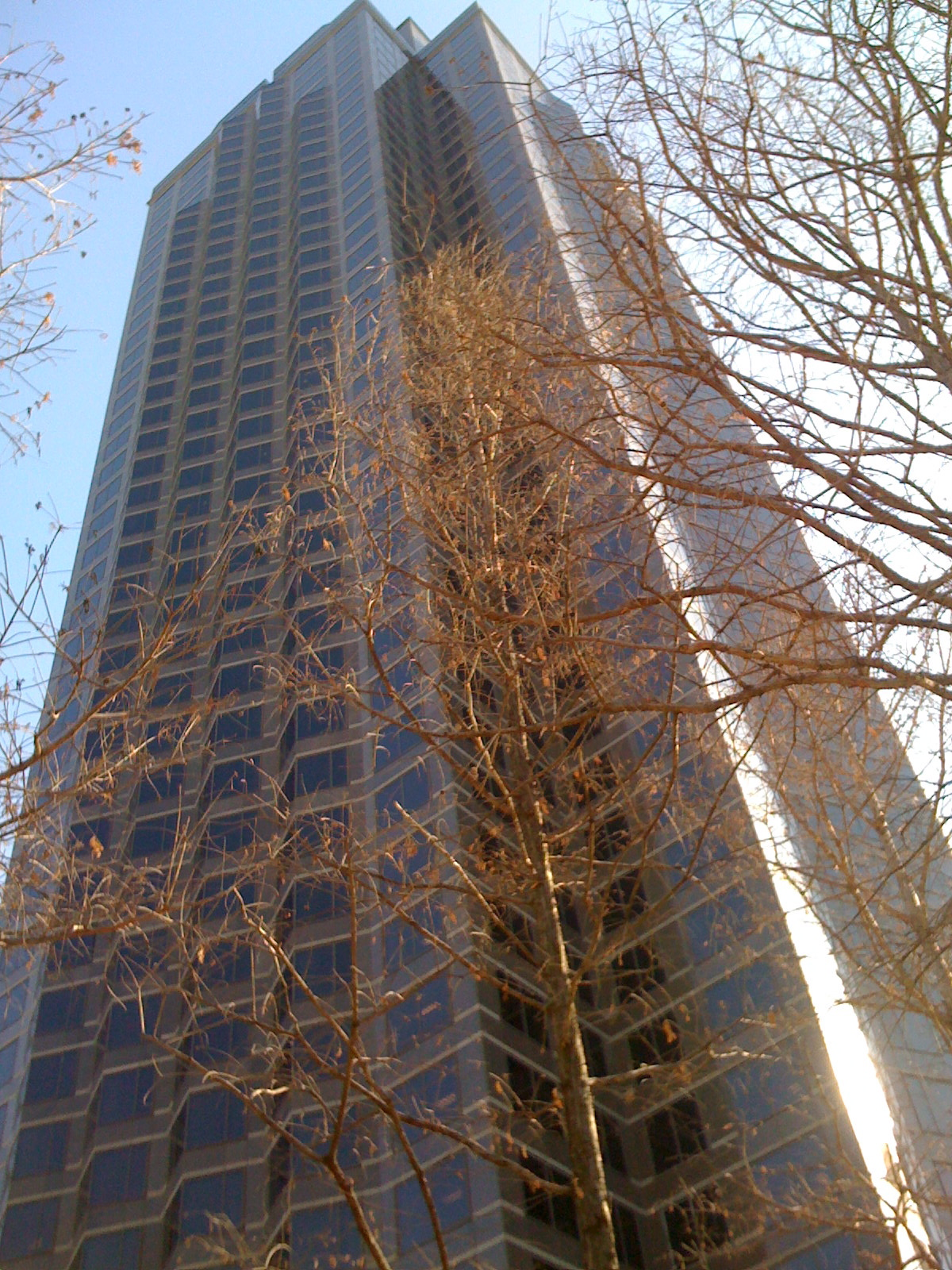
トラメル・クロウ・センター

トラメル・クロウ・センターはダラスのセントラル・ビジネス地区に位置し、686フィート (209 m)の高さでダラスで6番目に高く、テキサス州で18番目に高い。50階建てで総面積は1,200,000平方フィート (110,000 m2)であり、外壁は磨き上げられた花崗岩で庭園があり、クロウ美術館と隣接している。ネイシャー彫刻センター、ウィンスピア・オペラ・ハウス、ダラス美術館など近隣に多くの美術館、博物館がある。